# Кауфман, Джордж (драматург)
Джордж Саймон Кауфман (англ. George S. Kaufman; 16 ноября 1889 — 2 июня 1961) — американский драматург и сценарист. Лауреат двух Пулитцеровских премий.

## Биография
Кауфман начинал как репортёр и критик в газете «Нью-Йорк Таймс». Попутно он пробовал свои силы в написании пьес. В 1918 году дебютировал на Бродвее с пьесой «Someone in the House», которую он написал в соавторстве с Ларри Эвансом и У. К. Персивалем. Начиная со своей второй пьесы «Дульси» и далее, каждый год с 1921 по 1958 год на Бродвее появлялась пьеса, которую он либо написал, либо поставил. После его смерти в период с 1966 по 2003 год здесь было поставлено ещё 16 пьес из его наследия.
В 1917 году женился на редакторе и драматурге Беатрис Кауфман, от которой в 1919 году у него родилась дочь Энн. Кауфманы были давними членами «Алгонкинского круглого стола», легендарного литературного кружка журналистов, литераторов и актёров, которые регулярно встречались в нью-йоркском отеле «Алгонкин».
Кауфман почти всегда писал совместно с другими авторами. Только пьеса «Человек с маслом и яйцами» (1925) и мюзикл «Голливудский Пинафор» (1945) были написаны им единолично. Пьеса «Человек с маслом и яйцами» была поставлена 245 раз.
Для братьев Маркс он написал «Кокосовые орехи» (1925) и «Animal Crackers» (1928) в сотрудничестве с Морри Райскиндом. Для фильма «Кокосовые орехи» музыку написал Ирвинг Берлин. Позже он сказал, что ему не нравилось, как они вчетвером импровизировали на сцене и постоянно меняли его тексты. Говорят, что во время одного выступления он сказал: «Извините меня. Я должен идти на сцену. Мне кажется, я только что услышал там одну из своих реплик», — как-то закончил я разговор.
В 1935 году он отправился в Голливуд. Ирвинг Тальберг предложил ему 100 000 долларов за то, чтобы он уехал из Нью-Йорка и передал сценарий фильма для братьев Маркс «Скандал в опере», что он и сделал.
В 1939 году он ещё раз написал пьесу для Братьев Маркс. Вместе с Морри Райскиндом он написал в общей сложности два бродвейских шоу. Для него, как он позже сказал, это был предметный урок по написанию комедий. С первым вариантом братья отправились в турне и опробовали его. Каждый раз, когда какая-то сцена не проходила так хорошо, как они надеялись, её выбрасывали из спектакля и заменяли другой. Это продолжалось в течение всего тура. К концу они с Райскиндом, по сути, написали вторую пьесу, потому что от первой почти ничего не осталось.
В 1931 году совместно с Морри Райскиндом и Айрой Гершвином, который написал текст песен, он получил Пулитцеровскую премию за мюзикл «О тебе я пою» . Музыку к политической сатире написал Джордж Гершвин. В 1936 году он получил вторую Пулитцеровскую премию за пьесу «Ты не можешь забрать это с собой» (1936). Он написал эту пьесу в соавторстве с Моссом Хартом.
Помимо двух Пулитцеровских премий, в 1951 году он стал лауреатом премии «Тони» за лучшую режиссуру за постановку на Бродвее мюзикла «Парни и куколки». В 1938 году стал членом Американской академии искусств и литературы.